# Praqpa Kangri
Der Praqpa Kangri (oder Praqpa Ri) ist ein Berg im Karakorum im pakistanischen Sonderterritorium Gilgit-Baltistan.
Der Praqpa Kangri hat eine Höhe von 7134 m (nach anderen Angaben 7156 m). Der Hauptgipfel befindet sich 2,33 km südlich des Skil Brum. Die Schartenhöhe beträgt 668 m. Der Savoiagletscher strömt von der Ostflanke des Berges in östlicher Richtung zum Godwin-Austen-Gletscher. Im Westen liegt der Biangogletscher. Der Berg gilt als einer der höchsten unbestiegenen Berge.

## Nebengipfel
Der Nordgipfel (⊙) liegt 790 m nordwestlich des Hauptgipfels. Seine Höhe beträgt 7096 m. Die Schartenhöhe liegt bei 136 m.
Der 830 m südsüdöstlich des Hauptgipfels gelegene Südgipfel (⊙) erreicht eine Höhe von 7089 m und besitzt eine Schartenhöhe von 129 m.